# Medicina
Medicina – miejscowość i gmina we Włoszech, w regionie Emilia-Romania, w prowincji Bolonia.
Według danych na styczeń 2009 gminę zamieszkiwało 16 508 osób przy gęstości zaludnienia 103,7 os./1 km².

## Miasta partnerskie
- Škofja Loka, Słowenia
- Romilly-sur-Seine, Francja